# Marich Man Singh Shrestha
Marich Man Singh Shrestha (Nepali मरिचमान सिंह श्रेष्ठ; * 1942 in Khalanga, Distrikt Salyan, Nepal; † 15. August 2013 in Kathmandu) war ein nepalesischer parteiloser Politiker, der unter anderem von 1986 bis 1990 Premierminister von Nepal war.

## Leben
Shrestha wurde 1979 von Premierminister Surya Bahadur Thapa als Minister für Wasser, Energie und Bewässerung in dessen Kabinett berufen. Nach einer Kabinettsumbildung fungierte er von 1980 bis 1981 als Bildungsminister und war danach zwischen 1981 und 1985 Vorsitzender der Nationalversammlung (Rastriya Panchayat).
Am 15. Juni 1986 löste Shrestha Nagendra Prasad Rijal als Premierminister von Nepal ab und bekleidete dieses Amt bis zum 6. April 1990, woraufhin Lokendra Bahadur Chand sein Nachfolger wurde.